# Travis Milne
Travis Milne, né le 18 juillet 1986 à Lac La Biche dans la province de l'Alberta, est un acteur canadien. Il est principalement connu pour avoir tenu le rôle du jeune policier Chris Diaz dans la série télévisée Rookie Blue (Les Recrues de la 15e au Québec).

## Biographie
Milne était étudiant à la J.A.Williams High School, à Lac La Biche.
Il est à l'origine un sportif. Mais son professeur d'art dramatique l'a convaincu de faire carrière comme acteur. Une fois qu'il a commencé, il a aimé jouer, et a trouvé un agent à Calgary, dans l'Alberta.
Il joue dans quelques courts métrages, puis dans My Green House, une série télévisée en 2007 sur le mode de vie respectant l'environnement, diffusée sur CTV Two Alberta et Live Well Network aux Etats-Unis.
En 2007-2008, il apparaît aussi dans la série télévisée Bionic Woman (La Femme Bionique au Québec), les films de télévision Un fiancé pour Noël (Holiday in Handcuffs) et Ma vie très privée(Confessions of a Go-Go Girl) où il incarne l'avocat Eric Baldwin .
En 2009, il tient le rôle du jeune meurtrier Bobby Beausoleil (complice de Charles Manson) dans le film Leslie, My Name is Evil, renommé Manson, My Name Is Evil après sa sortie, en première vision en 2009 au Festival International du film de Toronto.
Le 20 juillet 2009, Milne est annoncé comme un des acteurs principaux de la série canadienne Rookie Blue. Il y joue le rôle du jeune policier Chris Diaz, dans les six saisons de Rookie Blue.
Il prête sa voix à Kamille Bidan, protagoniste de Mobile Suit Zeta Gundam, remplaçant Jonathan Lachlan-Stewart dans les jeux Dynasty Warriors: Gundam.

## Filmographie

### Au cinéma
- 2009 : Manson, My Name Is Evil : Bobby Beausoleil
- 2014 : Badge of Honor d'�Agustin (es) : Jacob
- 2016 : Summer Love [Maman 2.0]

### À la télévision
- 2007 : Bionic Woman ou La Femme Bionique au Québec,
- 2007 : Un fiancé pour Noël (Holiday in Handcuffs)
- 2008 : Ma vie très privée (Confessions of a Go-Go Girl)
- 2010-2015 : Rookie Blue (série TV) : Chris Diaz
- 2013 : Veux-tu toujours m'épouser ? : Nick
- 2015 : Un cadeau sur mesure pour Noël : Charlie Baker[4]
- 2017 : Je ne t’oublie pas de Monica Mitchell : Ryan
- 2021 : Journal d'une rencontre (The clue to Love) : Morgan Cooper
- 2021 :  Chucky (série TV) : Détective Peyton